# Homo sovieticus
Homo sovieticus (łac. „człowiek sowiecki/radziecki”) – według Michaiła Hellera pojęcie funkcjonujące początkowo w ZSRR jako określenie kolejnego etapu ewolucji człowieka Homo sapiens ukształtowanego dzięki powodzeniu marksistowskiego eksperymentu społecznego.
Równocześnie pojęcie zaczęło funkcjonować w drugim obiegu jako opis postępującego procesu demoralizacji społeczeństwa komunistycznego. W 1982 roku rosyjski pisarz i socjolog emigracyjny Aleksandr Zinowjew napisał książkę pod tym tytułem, stanowiącą połączenie relacji i próby analizy mentalności emigrantów rosyjskich we Francji „skażonych” komunizmem. Zinowjew utworzył także skrótowiec homosos (ros. гомосос) w stylu radzieckiej nowomowy. Podobnym znaczeniowo terminem w rosyjskim slangu jest sowok (ros. совок). Według Zinowjewa „cechami radzieckiego społeczeństwa są: nieokreśloność, płynność, zmienność, wieloznaczność we wszystkim. Składa się ono z galaretowatych jednostek i samo przypomina galaretę. Jest to społeczeństwo kameleonów, będące w całości gigantycznym kameleonem”.
Leszek Kołakowski uważał, że pracą kluczową w kształtowaniu homo sovieticus był Krótki kurs historii WKP(b), który, przez swoje liczne zmiany zgodne ze zmianami „linii partii” lub eliminacją kolejnych przywódców partyjnych, był „podręcznikiem sfałszowanej pamięci i rozdwojonej rzeczywistości”. Cechy wykształcone przez wieloletnie powtarzanie kolejnych wersji „Krótkiego kursu” doprowadziły do wykształcenia „nowego człowieka sowieckiego: ideologicznego schizofrenika, szczerego kłamcy, człowieka gotowego do nieustannych i dobrowolnych samookaleczeń umysłowych”.
Mentalność Homo sovieticus można scharakteryzować następującymi cechami:
- człowiek podporządkowany kolektywowi (organizacji partyjnej)[3],
- dla jego postawy charakterystyczna jest ucieczka od wolności i odpowiedzialności[3],
- koniunkturalizm, oportunizm[3],
- agresja wobec słabszych, uniżoność wobec silniejszych[3],
- brak samodzielnego myślenia oraz działania[3],
- oczekiwanie, że „ktoś coś załatwi”[3],
- zniewolony intelektualnie,
- pozbawiony osobowości i godności,
- całkowicie podporządkowany władzy,
- izolacja od światowej kultury, stworzona poprzez ograniczanie w ZSRR podróży za granicę i ścisłą cenzurą informacji w mediach oraz wszechobecnością propagandy,
- brak respektowania wspólnej własności i skłonność do drobnych kradzieży w miejscu pracy, zarówno dla użytku osobistego, jak i dla zysku, zgodnie ze słowami popularnej piosenki „Wszystko należy do kołchozu, wszystko należy do mnie” („Все вокруг колхозное, все вокруг мое”[7]) czy „Jeden worek do ciężarówki, jeden worek sobie” (мешок – в кузов, мешок себе) ze wspomnień Stalina[8].

W Polsce termin homo sovieticus upowszechnił ks. Józef Tischner w opublikowanym na łamach „Tygodnika Powszechnego” w kwietniu 1990 r. artykule pt. Homo sovieticus – pomiędzy Wawelem a Jasną Górą. W jego interpretacji termin miał odmienne znaczenie. Według niego homo sovieticus to: „zniewolony przez system komunistyczny klient komunizmu – żywił się towarami, jakie komunizm mu oferował. Trzy wartości były dla niego szczególnie ważne: praca, udział we władzy, poczucie własnej godności. Zawdzięczając je komunizmowi, homo sovieticus uzależnił się od komunizmu, co jednak nie znaczy, by w pewnym momencie nie przyczynił się do jego obalenia. Gdy komunizm przestał zaspokajać jego nadzieje i potrzeby, homo sovieticus wziął udział w buncie. Przyczynił się w mniejszym lub większym stopniu do tego, że miejsce komunistów zajęli inni ludzie – zwolennicy «kapitalizmu». Ale oto powstał paradoks. Homo sovieticus wymaga teraz od nowych «kapitalistów», by zaspokajali te potrzeby, których nie zdołali zaspokoić komuniści. Jest on jak niewolnik, który po wyzwoleniu z jednej niewoli czym prędzej szuka sobie drugiej. Homo sovieticus to postkomunistyczna forma «ucieczki od wolności», którą kiedyś opisał Erich Fromm” (Tischner, 1992).
Tischnerowski homo sovieticus to osoba będąca tworem systemu totalitarnego i niepotrafiąca odnaleźć się w systemie politycznym innego typu.
W podobnym tonie definiował termin publicysta Jerzy Turowicz. Pisał: „Homo sovieticus to człowiek zniewolony, ubezwłasnowolniony, pozbawiony ducha inicjatywy, nieumiejący myśleć krytycznie. [...] Homo sovieticus to dziś człowiek, który wszystkiego oczekuje i domaga się od państwa, który nie chce i nie umie swego losu wziąć we własne ręce”.